# Clube Desportivo Nacional 2014-2015
Questa voce raccoglie le informazioni riguardanti il Clube Desportivo Nacional nelle competizioni ufficiali della stagione 2014-2015.

## Rosa
| N. |                       | Ruolo | Calciatore       |
| -- | --------------------- | ----- | ---------------- |
| 1  | Brasile (bandiera)    | P     | Eduardo Gottardi |
| 2  | Mozambico (bandiera)  | D     | Zainadine Júnior |
| 3  | Portogallo (bandiera) | D     | Miguel Rodrigues |
| 5  | Brasile (bandiera)    | D     | Fernando Marçal  |
| 7  | Portogallo (bandiera) | C     | João Aurélio     |
| 10 | Egitto (bandiera)     | C     | Saleh Gomaa      |
| 11 | Portogallo (bandiera) | A     | João Camacho     |
| 12 | Portogallo (bandiera) | P     | Rui Silva        |
| 17 | Guinea (bandiera)     | C     | Boubacar Fofana  |
| 18 | Portogallo (bandiera) | A     | Lucas João       |
| 19 | Mozambico (bandiera)  | A     | Reginaldo        |
| 20 | Brasile (bandiera)    | C     | Christian        |
| 21 | Venezuela (bandiera)  | A     | Mario Rondón     |
| 22 | Portogallo (bandiera) | D     | Nuno Campos      |
| 24 | Capo Verde (bandiera) | P     | Kevin Sousa      |

| N. |                       | Ruolo | Calciatore      |
| -- | --------------------- | ----- | --------------- |
| 28 | Brasile (bandiera)    | A     | Willyan Barbosa |
| 30 | Portogallo (bandiera) | C     | Luís Aurélio    |
| 33 | Portogallo (bandiera) | D     | Rui Correia     |
| 42 | Portogallo (bandiera) | C     | Tiago Rodrigues |
| 43 | Brasile (bandiera)    | D     | Leandro Freire  |
| 44 | Capo Verde (bandiera) | D     | Rony Santos     |
| 55 | Portogallo (bandiera) | D     | Nuno Sequeira   |
| 66 | Egitto (bandiera)     | C     | Ali Ghazal      |
| 68 | Portogallo (bandiera) | C     | Edgar Abreu     |
| 70 | Mozambico (bandiera)  | C     | Witi            |
| 77 | Portogallo (bandiera) | A     | Marco Matias    |
| 87 | Brasile (bandiera)    | C     | Wágner          |
|    | Portogallo (bandiera) | C     | Salvador Agra   |
|    | Colombia (bandiera)   | C     | Alexander Mejía |
|    | Uruguay (bandiera)    | C     | Matías Mirabaje |